# Stenotabanus liokylon
Stenotabanus liokylon är en tvåvingeart som beskrevs av David Fairchild 1961. Stenotabanus liokylon ingår i släktet Stenotabanus och familjen bromsar. Inga underarter finns listade i Catalogue of Life.